# Luis Rueda (cantante)
Luis Rueda (1973, Quito, Ecuador) es un cantante, músico y guitarrista de rock ecuatoriano. Formó parte del grupo de rock La Trifullka.

## Biografía

### Inicios
Luis Rueda nació en Quito, Ecuador, en 1973, pero se radicó con su familia en Guayaquil. En 1980 integró el coro infantil de la Unidad Educativa San José La Salle donde estudió. Su padre lo inscribió en clases de piano en 1982, las cuales odiaba porque lo obligaban a tocar solo pasillo.

### SAK
En 1988 formó la banda musical SAK, donde fue el vocalista y estaba en la guitarra, junto a Raúl Rueda en el bajo, Víctor Chiriboga también en la guitarra, y Ernesto Lamilla en la batería. Al año siguiente compuso Mi dulce adicción, tema con el cual decide vivir de la música. En 1993 grabó un EP de vinilo, llamado Hipermeticadictivo, con 4 temas.
Durante la década del 90,  Luis Rueda es estudiante de la Universidad Laica Vicente Rocafuerte (ULVR) de Guayaquil.

### La Trifullka
En 1996 forma la banda de rock La Trifullka, como el vocalista y guitarrista, junto a Raúl Rueda en el bajo, Xavier von Buchwald en la otra guitarra, y Christian Freire en la batería y los coros. Ese mismo año grabaron Los maestros del amor, tema con el que se dieron a conocer y más conocido como El Pelo Quinto, parte de la letra del tema. En 1997 grabó con La Trifullka el disco Mucha rabia. Ese mismo año se convirtieron en la primera banda ecuatoriana en tocar en Rock al Parque, festival de rock en Colombia. Con La Trifullka se mantuvo activo en el escenario rock durante 7 años. En 2003, nuevamente con La Trifulka, grabó el disco Calamidad doméstica.

### Elecktra
Rueda viajó a España en 2000, y formó parte de Elecktra, banda madrileña, como el guitarrista, con la que grabó el disco CERO y El efecto placebo.

### Como solista
En 2006 nace su hija Lucy, a la cual dedicó su disco Yo Lucho y lo demás Rueda, trabajo que le tomó dos años de producción en Buenos Aires y que presentó en Argentina. En 2009 lanzó el disco Caldo de cultivo, el cual incluye 10 temas. En 2010 grabó un disco en directo llamado Yo en Vivo.
En 2011 tocó junto a la banda española, Los Ilegales, y la grupo musical puertorriqueño, Calle 13. En 2012 realiza el programa El Alternador, el cual ha sido parte de la señal de Ecuador TV.
En 2016 lanza su propia cerveza artesanal con su apellido, y lanza un videoclip con animación 2d, realizado por el animador Gustavo Argüello, Todo Rueda, el video musical más producido de su carrera. En 2017 lanzó su disco Adrede, trabajo que le costó 5 años realizar, el cual contiene 13 temas como Incertidumbre por Certeza, Eres lo que aspiras, Velo de maya, Esquizoafónico, No todo es para todos, No creo en la suerte, Adrede (tema que da nombre al disco) y Todo Rueda (tema del videoclip lanzado un año antes).

## Discografía
- SAK
  - Hipermeticadictivo
    - Mi dulce adicción
- La Trifullka
  - Mucha rabia
    - Los maestros del amor "El Pelo Quinto"

  - El efecto placebo
  - Calamidad doméstica
- Elecktra
  - CERO
- Como solista
  - Yo Lucho y lo demás Rueda
  - Caldo de cultivo
  - Yo en Vivo
  - Adrede
    - Adrede
    - No creo en la suerte
    - No todo es para todos
    - Esquizoafónico
    - Velo de maya
    - Incertidumbre por Certeza
    - Eres lo que aspiras
    - Todo Rueda